# 早瀬英里奈
早瀬 英里奈（はやせ えりな、1984年9月14日 - ）は、日本の女優である。本名は阿部 英里奈（あべ えりな）。
福岡県福岡市博多区出身、九産大九州高校デザイン科卒。
スターダストプロモーション→ピープスを経て、アース・ピクチャーズ
所属。

## 来歴
身長180cm以上ある父と身長150cm未満の母との間に3姉妹の長女として出生。
小学生の時にスカウトされ、地元のモデル事務所に所属し活動していたが、2002年、「ミスマガジン」で審査員特別賞を受賞したのをきっかけに上京。スターダストプロモーションの所属となる。芸名はヤングマガジンの公募によって決定した。

## 人物
- 次女はステージドアに所属する女優の阿部舞佳[5][6][7]、三女は福岡を中心にモデルとして活動する阿部詩織[5][7][8][9]。
- 趣味は、歌うこと、絵画、写真。
- 好きな色は、白、ピンク[10]。
- 中学時代は鼓笛隊に入っていた[4]。
- 一度も染めたことのないきれいな黒髪が自慢である[11]。

## 出演

### テレビドラマ
- 菊次郎とさき（2003年7月〜9月、テレビ朝日）
- 流転の王妃・最後の皇弟（2003年11月、テレビ朝日） - 愛新覚羅慧生役
- 樋口一葉物語（2004年11月、TBS）
- 特命!刑事どん亀（2006年4月〜6月、TBS） - 一条碧
- 女子アナ一直線!（2007年7月〜9月、テレビ東京） - 京野桜子 役
- 水戸黄門第40部 第11話「悪を一喝 世話焼き美人・象潟」（2009年10月19日、TBS） - 池田千鶴 役
- デカワンコ 第1・7話（2011年1月15日・2月26日、日本テレビ）
- 土曜ドラマスペシャル （NHK）
  - 「使命と魂のリミット」（2011年11月5日、12日） - 山本明子 役
  - 「蝶々さん」（2011年11月19日、26日） - もなか 役
- そこをなんとか 第1話（2012年10月21日、NHK BSプレミアム） - 麻里 役
- 仮面ライダーウィザード（2012年11月25日、テレビ朝日）第12話
- 月曜ゴールデン 松本清張没後20年スペシャル・寒流（2013年1月14日、TBS） - 美代 役
- 土曜ワイド劇場
  - 「ショカツの女9」（2014年9月27日、朝日放送） - 藤原慶子 役
  - 「西村京太郎トラベルミステリー65」（2016年2月6日、テレビ朝日） - 木下亜矢 役

### インターネットドラマ
- Aチャン（2006年9月〜、YAHOO!動画）

### その他のテレビ番組
- カタリダス（2010年10月〜12月、TBS）

### 映画
- 恋文日和〜あたしをしらないきみへ〜（2004年）
- グランドサークル（2005年）
- The iDol（2006年）

### 舞台
- 黒蜥蜴（2005年）
- 女優☆座　vol.1“思惑ホテル”（2006年）
- STRAYDOG「へなちょこヴィーナス」（2008年10月16日-19日、ウッディシアター中目黒）
- 劇団†勇壮淑女「島へおいでよ」（2009年1月7日-12日、ウッディーシアター中目黒）
- 「動物園」（2010年9月10日-12日、新宿ゴールデン街劇場）
- エムキチビート第十廻公演「I was Light」（2012年4月18日-22日、シアターサンモール）
- PEACE第6回公演「CLOCK」（2013年4月27日-29日、日暮里サニーホール）

### CM
- オリコ オリコカードオートローン「一人暮らし篇」（2006年）
- ヤクルトビューティエンス
- サッポロビール、ヱビスビール（2007年） - 北見敏之と共演、娘役
- ニュージャパンヒヤリングエイド 補聴器（2007年）
- 日本マクドナルド 夜マック「天体観測」編（2007年）
- AOKI 成人式スーツ＆コート（2007年） - 上戸彩と共演

### PV
- the GazettE「PLEDGE」（2010年）

## リリース作品

### DVD・ビデオ
- ミスマガジン2002・阿部英里奈（2002年10月・バップ）

### 写真集
- ミスマガジン2002　ガツンとビキニ・スペシャル（2002年10月・講談社）